# Kevin Kelsy
Kevin Kelsy, né le 27 juillet 2004 à Valencia, est un footballeur vénézuélien qui évolue au poste d'avant-centre au Portland Timbers.

## Biographie

### Carrière en club
Kevin Kelsy est formé au Deportivo Mineros de Guayana au Venezuela, où il fait ses débuts lors de la saison 2021, avant de marquer ses premiers buts la saison suivante et de s'illustrer comme un des scoreurs les plus prometteurs de son championnat,,.
Annoncé au Boston River en Uruguay fin 2022, il ne joue toutefois pas avec le club de Florida, d'où il est rapidement transféré au Chakhtar Donetsk, dans une Ukraine qui fait alors face à l'invasion de ses terres par la Russie,,.
Il joue son premier match avec le club du Donetsk le 23 février 2023, entrant en jeu lors du match retour de Ligue Europa chez le Stade rennais, marquant le dernier tir au but qui permet aux siens de se qualifier pour les huitièmes de finale de la compétition,.
Alors qu'il commence déjà à s'illustrer également dans un championnat ukrainien dont il termine champion, Kevin Kelsy ouvre aussi son compteur en compétition européenne, seul buteur des siens lors de l'élimination en huitième face aux Feyenoord, en mars 2023,.
Il fait ses débuts en Ligue des champions le 19 septembre 2023, titulaire et seul buteur du Chakhtar lors du premier match de poule du Donetsk contre Porto,. Il devient alors le premier Vénézuélien a marquer pour ses débuts dans la compétition, ainsi que le quatrième plus jeune sud-américain à se targuer d'une telle prouesse, derrière Roque Santa Cruz, Lionel Messi et Rodrygo.

### Carrière en sélection
Kevin Kelsy est international vénézuélien avec les moins de 20 ans, s'illustrant d'abord aux Jeux sud-américains, puis prenant part au championnat continental.
Convoqué une première fois en équipe senior du Venezuela en juin 2023, des problèmes administratifs l'empêchent de rejoindre la sélection.
À nouveau évoqué comme sélectionnable lors du rassemblement suivant en octobre, il est néanmoins appelé avec les moins de 23 ans (es) pour jouer la qualification aux JO.

## Palmarès
| Chakhtar Donetsk - Championnat d'Ukraine (1) - Champion en 2022-23 |